# 薛芳見洋樓
薛芳見洋樓，是一座位於中華民國福建省金門縣金城鎮的一棟洋樓，2003年3月31日登錄為金門縣歷史建築。

## 沿革
1930年，由菲律賓僑匯薛芳見（珠山薛氏智房第廿一世）一家回到金門後，由於住家嚴重破損使住宿非常困難，所以決定將原有的房屋全部拆除，在原址上即珠山聚落外圍建造一座兩層洋樓。並親自前往漳州採購建築材料。由於各種材料的採購和運輸延誤，所以工程推遲到了1931年進行，其中建築木材和磚瓦陸續從石码镇說明運到料羅灣後，舊屋開始拆除並奠定新建築的基礎。不久後，二樓已經搭建了大部分而完工。1932年6月，薛芳見家族再度一同舉家歸返南洋，建築因而閒置。
1937年10月26日，日軍登陸並佔領了金門，由於戰前曾傳言稱日軍即將入侵，大多數僑民返回了他們的僑居地。部分地區洋樓被為日軍接管駐守，包括1944年10月18日，日本陸軍第四分隊田坂機關槍隊由水頭調防到珠山駐紮在薛芳見洋樓，作為日本機關隊駐地使用，所以後來稱其洋樓為「機關樓」。日軍撤退後，該建築曾作為珠山南調研究社會址使用，國軍亦曾暫駐於此。
近代，由於建築本體結構損毀嚴重，屋頂坍塌，金門國家公園管理處2020年進行整體植生清除，但因建築產權不明，目前平日無人進行管理維護。

## 建築設計
薛芳見洋樓大致可分為前、後兩部分，右側還有一個附屬建築。建築物座北朝南，前部為二層樓，五腳基洋樓，後部為洋式三開間磚坪屋頂建築，屋頂採用閩南傳統的雙坡紅瓦屋頂，正面有六根柱子和五個開間的拱圈結構，二樓採用磚砌工法，一樓則為磚砌抹灰，除了一樓的主要出入口外，建築物的前廊柱子以花瓶欄桿連接，橫梁處可見鋼筋混凝土結構。後部建築的牆頂部分採用磚砌抹灰，底部是石砌，有四扇窗戶，窗楣則採用多重線腳造型。右側的附屬建築是磚砌抹灰結構。
室內格局沿著中軸線從外到內則包括前院、前廊、正廳、壽堂後、樓梯間、深井和後廳設施。當前樓門口的左側保存一塊銘文石碑，記錄著「民國巹拾年，樓薛芳見造、木匠吳順法、石匠莊來金、塗匠鄭古糴」。